# (126155) 2001 YJ140
(126155) 2001 YJ140, também escrito como (126155) 2001 YJ140, é um objeto transnetuniano (TNO) que está localizado no cinturão de Kuiper, uma região do Sistema Solar. Ele é classificado como um plutino, isso significa que este objeto, assim como Plutão, está em uma ressonância orbital de 2:3 com o planeta Netuno. O mesmo possui uma magnitude absoluta (H) de 7,3 e, tem um diâmetro com cerca de 153 km, por isso existem poucas chances que possa ser classificado como um planeta anão, devido ao seu tamanho relativamente pequeno.

## Descoberta
(126155) 2001 YJ140 foi descoberto no dia 20 de dezembro de 2001 por Chadwick Trujillo e Michael E. Brown.

## Órbita
A órbita de (126155) 2001 YJ140 tem uma excentricidade de 0.298, possui um semieixo maior de 39,614 UA e um período orbital de cerca de  249 anos. O seu periélio leva o mesmo a uma distância de 27.881 UA em relação ao Sol e seu afélio a 51,348 UA.